# مرز: کارناوال
مرز: کارناوال (به انگلیسی: Border: Carnival) دومین آلبوم چندآهنگه (ئی‌پی) گروه پسرانهٔ کره‌ای انهایپن است. این آلبوم در ۲۶ آوریل ۲۰۲۱ توسط بیلیفت لب، جینی میوزیک و استون میوزیک انترتینمنت منتشر شد. این آلبوم شامل شش قطعه و تک‌آهنگ لید آن «مست- گیج» بود.

## پیش‌زمینه و انتشار
در ۲۵ مارس ۲۰۲۱، بیلیفت لب اعلام کرد که انهایپن کامبک خود را در آخر ماه آوریل انجام خواهد داد. یک تریلر با عنوان «مقدمه: دعوت» در ۵ آوریل منتشر شد و اعلام شد که دومین آلبوم چند آهنگهٔ آن‌ها مرز: کارناوال است. در ۸ آوریل، اعلام شد که پیش‌فروش این آلبوم در مدت سه روز از مرز ۳۷۰٬۰۰۰ کپی گذشت. پیش از روز انتشار، تعداد پیش‌فروش‌های این آلبوم از مرز ۴۵۰٬۰۰۰ کپی گذشته بود. این آلبوم چندآهنگه همراه با تک‌آهنگ لید آن «مست-گیج» در ۲۶ آوریل ۲۰۲۱ منتشر شد. در ۴ مه، گروه اولین برد خود در برنامه‌های موسیقی را برای برنامهٔ د شو شبکهٔ اس‌بی‌اس ام‌تی‌وی با اجرای آهنگ «مست-گیج» دریافت کرد. و به زودی در برنامه‌های موسیقی شو چمپین و بانک موسیقی نیز برنده شد. مرز: کارناوال در جایگاه شماره یک جدول آلبوم‌های اوریکون قرار گرفت و با فروش بیش از ۸۳٬۰۰۰ کپی، گروه برای اولین بار در ژاپن در صدر جدول قرار گرفت. در ۲۵ مه، مرز: کارناوال در جایگاه شماره ۱۸ جدول بیلبورد ۲۰۰ قرار گرفت.

## فهرست قطعات
| شماره      | نام              | نویسنده(ها) | تهیه‌کننده(ها)        | مدت   |
| ---------- | ---------------- | --- | -------------------- | ----- |
| ۱.         | «مقدمه: دعوت»    | واندرکید کَش‌کَو | واندرکید             | ۲:۱۰  |
| ۲.         | «مست-گیج»        | واندرکید لیل ۲۷ کلاب «هیت‌من» بنگ ملانی فونتانا میشل «لیندگرن» شولز                                                               | واندرکید «هیت‌من» بنگ | ۳:۱۳  |
| ۳.         | «تب»             | «هیت‌من» بنگ واندرکید ۸ ژانویه کَش‌کَو دانکه کازی اوپیا الکساندر کارلسون                                                             | واندرکید کَش‌کَو        | ۲:۵۲  |
| ۴.         | «فروشی نیست»     | سرم‌استایل «هیت‌من» بنگ جیک توری دانکه کانگ اون‌جونگ ویات سندرس                                                                     | سرم‌استایل ویات سندرس | ۳:۰۱  |
| ۵.         | «قاطی کردن»      | شین کونگ واندرکید جو یون‌کیونگ دنزیل «دی‌آر» رمدیوس ۸ ژانویه لی سوران کانگ اون‌جونگ ویات سندرس یی یی‌جین کازی اوپیا الکساندر کارلسون | شین کونگ واندرکید    | ۳:۰۳  |
| ۶.         | «خاتمه: کرم‌چاله» | واندرکید | واندرکید             | ۱:۳۴  |
| مجموع مدت: | مجموع مدت:       | مجموع مدت: | مجموع مدت:           | ۱۵:۵۴ |

## جداول
| جدول (۲۰۲۱)                                | بالاترین موقعیت |
| ------------------------------------------ | --------------- |
| آلبوم‌های اتریشی (آلبوم‌های او۳)             | ۲۴              |
| آلبوم‌های بلژیکی (اولتراتاپ فلاندرز)        | ۱۷              |
| آلبوم‌های بلژیکی (اولتراتاپ والونیا)        | ۴۴              |
| آلبوم‌های هلندی (جدول‌های هلند)              | ۲۶              |
| آلبوم‌های فنلاندی (جدول‌های رسمی فنلاند)     | ۱۴              |
| آلبوم‌های آلمانی (۱۰۰ آلبوم برتر رسمی)      | ۲۶              |
| آلبوم‌های مجارستانی (ماهاز)                 | ۱۹              |
| آلبوم‌های ایتالیایی (فیمی)                  | ۴۷              |
| آلبوم‌های ژاپنی (اوریکون)                   | ۱               |
| آلبوم‌های داغ ژاپن (بیلبورد ژاپن)           | ۱               |
| آلبوم‌های لهستانی (زدپی‌ای‌وی)                | ۲۸              |
| آلبوم‌های کره جنوبی (گائون)                 | ۱               |
| آلبوم‌های سوئیسی (جدول موسیقی سوئیس)        | ۶۴              |
| بیلبورد ۲۰۰ ایالات متحده                   | ۱۸              |
| آلبوم‌های موسیقی ملل ایالات متحده (بیلبورد) | ۱               |

## دستاوردها
| ترانه     | برنامه      | شبکه          | تاریخ     | منبع   |
| --------- | ----------- | ------------- | --------- | ------ |
| «مست-گیج» | د شو        | اس‌بی‌اس ام‌تی‌وی | ۴ مه ۲۰۲۱ | [ ۲۶ ] |
| «مست-گیج» | شو چمپین    | ام‌بی‌سی ام     | ۵ مه ۲۰۲۱ | [ ۲۷ ] |
| «مست-گیج» | بانک موسیقی | کی‌بی‌اس        | ۷ مه ۲۰۲۱ | [ ۲۸ ] |

| مراسم                   | سال  | جایزه                   | نتیجه     | منبع   |
| ----------------------- | ---- | ----------------------- | --------- | ------ |
| جوایز موسیقی جدول گائون | ۲۰۲۲ | آلبوم سال – سه ماههٔ دوم | در انتظار | [ ۲۹ ] |

| ناشر                   | فهرست                                     | اثر           | رتبه    | منبع   |
| ---------------------- | ----------------------------------------- | ------------- | ------- | ------ |
| منتقدان آی‌زدام         | آلبوم کی-پاپ سال ۲۰۲۱                     | مرز: کارناوال | —       | [ ۳۰ ] |
| ماری کلر               | ۲۰ ترانهٔ برتر جدید کی-پاپ سال ۲۰۲۱        | «تب»          | دهم     | [ ۳۱ ] |
| ان‌ام‌ئی                 | ۲۵ آهنگ برتر کی-پاپ سال ۲۰۲۱              | «تب»          | چهاردهم | [ ۳۲ ] |
| تایم                   | بهترین ترانه‌ها و آلبوم‌های کی-پاپ سال ۲۰۲۱ | «تب»          | —       | [ ۳۳ ] |
| اسپاتیفای کی-پاپ دِه‌باک | ۱۰ ترانهٔ برتر کی-پاپ سال ۲۰۲۱             | «تب»          | هشتم    | [ ۳۴ ] |
| اسپاتیفای کی-پاپ دِه‌باک | ۱۰ ترانهٔ برتر کی-پاپ سال ۲۰۲۱             | «مست-گیج»     | هفتم    | [ ۳۴ ] |

## گواهی‌نامه‌ها و فروش‌ها
| منطقه                             | گواهی     | واحد گواهی‌شده/فروش |
| --------------------------------- | --------- | ------------------ |
| ژاپن (آرآی‌ای‌جی)                   | طلا       | ۱۰۰٬۰۰۰^           |
| کره جنوبی (گائون)                 | ۳× پلاتین | ۷۸۸٬۴۵۱            |
| ^ رقم توزیع تنها بر پایهٔ گواهی‌ها. |           |                    |

## تاریخچهٔ انتشار
| کشور  | تاریخ         | قالب                       | ناشر                                          | منبع  |
| ----- | ------------- | -------------------------- | --------------------------------------------- | ----- |
| مختلف | ۲۶ آوریل ۲۰۲۱ | سی‌دی دانلود دیجیتال استریم | بیلیفت لب جینی میوزیک استون میوزیک انترتینمنت | [ ۶ ] |

## واژه‌نامه
1. ↑  Intro: The Invitation
2. ↑  Drunk-Dazed
3. ↑  FEVER
4. ↑  Not For Sale
5. ↑  Mixed Up, 별안간; Byeorangan [lit. "Suddenly"]
6. ↑  Outro: The Wormhole